# Омейс, Магнус Даниэль
Магнус Даниэль Омейс (нем. Magnus Daniel Omeis; 6 сентября 1646,  Нюрнберг — 22 ноября 1708, Альтдорф-Нюрнберг) — немецкий поэт и философ эпохи барокко, педагог, профессор риторики, поэзии и морали, ректор Альтдорфского университета.

## Биография
Изучал филологию, философию и теологию в университете Альтдорфа. В 1667 году — доктор наук. В 1668—1672 годах работал в качестве учителя в доме Бранденбургов. После путешествия по Венгрии и Чехии, некоторое время преподавал риторику в Альтдорфе. В 1674 году — профессор университета, три года спустя, стал профессором морали.
За свою долгую научную карьеру несколько лет был деканом факультета философии в Альтдорфе, также дважды избирался ректором этого же университета.
Один из представителей нюрнбергской школы поэтов. Член поэтического общества «Пегницкий орден» (по названию пригорода Нюрнберга), созданного Г. Ф. Харсдорфером в 1644 году . Состоял в нём под именем «Дамон». С 1697 года до своей смерти был четвёртым президентом «Блюменордена».
Автор около 200 философских работ, посвященных вопросам морали (главным образом, на латинском языке): в 1669 году опубликовал «Ethica Platonica» о сделках на принципах платонизма, другие его труды: «De voluptate», «De Parsimonia» (или «De aequitate»).
В его литературном наследии: программные статьи, выступления и эссе, а также исторические труды.
М. Д. Омейс посвятил много внимания поэтике, составил двухтомную работу «Основательное введение в немецкое искусство рифмы и поэзии» («Gründliche Anleitung zur Teutschen accuraten Reim- und Dicht-Kunst», Нюрнберг, 1704), с подробными инструкциями по созданию рифмы и поэзии, в котором пытался установить правила немецкого литературного языка.
В своём сочинении называет следующие две части эпиграммы: «(1) Propositione sive Narratione; (2) Acumine» («предпосылка или повествование; остро́та»).

## Избранные труды
- Programma quo Funus Piae Lectissimaeque Feminae Mariae Magdalenae Kohlesiae Civibus Academicis indicitur. 1700 г.
- De Valetudinis Ac Rei Familiaris Curatione ex lib. II. Offic. Cic. Capp. penult. & ult. Edit. Graev. 1700 г.
- Topologiae & Pathologiae Oratoriae Adumbratio. 1700 г.
- Elementa Metaphysicae Prima. около 1700.
- Dissertatio Academica De Expiationibus Apud Veteres Gentiles Usitatis. 1700 г.